# Campeonato Mundial de Lucha de 1961
El XX Campeonato Mundial de Lucha se celebró en Yokohama (Japón) entre el 2 y el 7 de junio de 1961 bajo la organización de la Federación Internacional de Luchas Asociadas (FILA) y la Federación Japonesa de Lucha.

## Resultados

### Lucha grecorromana
| Evento | Oro                                 | Plata                      | Bronce                          |
| ------ | ----------------------------------- | -------------------------- | ------------------------------- |
| 52 kg  | Armais Sayadov URSS                 | Dumitru Pârvulescu Rumania | Burhan Bozkurt Turquía          |
| 57 kg  | Oleg Karavayev URSS                 | Ion Cernea Rumania         | Jiří Švec Checoslovaquia        |
| 62 kg  | Mustafa Hamid República Árabe Unida | Yaşar Yılmaz Turquía       | Alireza Guelichjani Irán        |
| 67 kg  | Avtandil Koridze URSS               | Imre Polyák · Hungría      | Branislav Martinović Yugoslavia |
| 73 kg  | Valeriu Bularcă Rumania             | Stevan Horvat Yugoslavia   | Ziya Doğan Turquía              |
| 79 kg  | Vasili Zenin URSS                   | Bertil Nyström · Suecia    | Yavuz Selekman Turquía          |
| 87 kg  | György Gurics · Hungría             | Arkadi Tkachov URSS        | Gheorghe Popovici Rumania       |
| +87 kg | Ivan Bogdan URSS                    | Hamit Kaplan Turquía       | István Kozma · Hungría          |

### Lucha libre
| Evento | Oro                         | Plata                      | Bronce                  |
| ------ | --------------------------- | -------------------------- | ----------------------- |
| 52 kg  | Ali Aliyev URSS             | Nasrolah Soltanineyad Irán | Cemal Yanılmaz Turquía  |
| 57 kg  | Ebrahim Seifpur Irán        | János Varga · Hungría      | Hüseyin Akbaş Turquía   |
| 62 kg  | Vladimir Rubashvili URSS    | Yunus Pehlivan Turquía     | Hamid Tavakkol Irán     |
| 67 kg  | Mohamad Ali Sanatkaran Irán | Vladimir Siniavski URSS    | Udey Chand India        |
| 73 kg  | Emam-Ali Habibi Irán        | Mijail Bekmurzov URSS      | Yutaka Kaneko Japón     |
| 79 kg  | Mansur Mehdizadeh Irán      | Géza Hollósi · Hungría     | Hans Antonsson · Suecia |
| 87 kg  | Golamreza Tajti Irán        | Boris Gurevich URSS        | Hasan Güngör Turquía    |
| +87 kg | Wilfried Dietrich RFA       | Hamit Kaplan Turquía       | Alexandr Medved URSS    |

## Medallero
| Núm. | País                  | Oro | Plata | Bronce | Total |
| ---- | --------------------- | --- | ----- | ------ | ----- |
| 1    | URSS                  | 7   | 4     | 1      | 12    |
| 2    | Irán                  | 5   | 1     | 2      | 8     |
| 3    | Hungría               | 1   | 3     | 1      | 5     |
| 4    | Rumania               | 1   | 2     | 1      | 4     |
| 5    | RFA                   | 1   | 0     | 0      | 1     |
| 5    | República Árabe Unida | 1   | 0     | 0      | 1     |
| 7    | Turquía               | 0   | 4     | 6      | 10    |
| 8    | Yugoslavia            | 0   | 1     | 1      | 2     |
| 9    | Suecia                | 0   | 1     | 1      | 2     |
| 10   | Checoslovaquia        | 0   | 0     | 1      | 1     |
| 10   | India                 | 0   | 0     | 1      | 1     |
| 10   | Japón                 | 0   | 0     | 1      | 1     |
|      | TOTAL                 | 16  | 16    | 16     | 48    |